# Siêu cúp bóng đá Đức 2024
Siêu cúp Đức 2024 là phiên bản thứ 15 của Siêu cúp Đức dưới tên DFL-Supercup, một trận đấu bóng đá thường niên được tranh tài bởi những đội vô địch Bundesliga và DFB-Pokal. Trận đấu sẽ diễn ra vào ngày 17 tháng 8 năm 2024.
Trận đấu sẽ có sự góp mặt của hai đội bóng là VfB Stuttgart, đội đã giành ngôi Á quân Bundesliga 2023–24 và Bayer Leverkusen, đội đã giành cú đúp danh hiệu vô địch Bundesliga 2023–24 và Cúp bóng đá Đức 2023–24 . VfB Stuttgart - đội á quân Bundesliga 2023–24 sẽ tổ chức trận đấu trên sân nhà MHP Arena.

## Các đội
Trong bảng sau, các trận đấu cho đến năm 1996 thuộc kỷ nguyên DFB-Supercup, kể từ năm 2010 thuộc kỷ nguyên DFL-Supercup.
| Đội              | Vượt qua vòng loại                                         | Lần tham dự trước đó (in đậm biểu thị đội vô địch) |
| ---------------- | ---------------------------------------------------------- | -------------------------------------------------- |
| Bayer Leverkusen | Vô địch Bundesliga 2023–24 Vô địch Cúp bóng đá Đức 2023–24 | 1 (1993)                                           |
| VfB Stuttgart    | Á quân Bundesliga 2023–24                                  | 1 (1992)                                           |

## Trận đấu

### Thông tin
| Bayer Leverkusen                       | 2–2      | VfB Stuttgart                                  |
| -------------------------------------- | -------- | ---------------------------------------------- |
| - Boniface 11' - Schick 88'            | Chi tiết | - Millot 15' - Undav 63'                       |
| Loạt sút luân lưu                      |          |                                                |
| - Schick - Grimaldo - Garcia - Tapsoba | 4–3      | - Millot - Demirovic - Kratzig - Undav - Silas |

| Bayer Leverkusen | VfB Stuttgart |

| GK               | 1           | Lukas Hradecky (c) |     |     |
| CB               | 12          | Edmond Tapsoba     | 71' |     |
| CB               | 8           | Robert Andrich     |     | 73' |
| CB               | 3           | Piero Hincapié     |     |     |
| RM               | 19          | Nathan Tella       |     | 73' |
| CM               | 34          | Granit Xhaka       | 61' |     |
| CM               | 24          | Aleix García       |     |     |
| LM               | 44          | Jeanuël Belocian   |     | 84' |
| AM               | 21          | Amine Adli         |     | 73' |
| AM               | 11          | Martin Terrier     | 37' |     |
| CF               | 22          | Victor Boniface    | 80' | 41' |
| Substitutes:     |             |                    |     |     |
| GK               | 17          | Matěj Kovář        |     |     |
| DF               | 4           | Jonathan Tah       |     | 41' |
| DF               | 6           | Odilon Kossounou   |     |     |
| DF               | 13          | Arthur             |     |     |
| DF               | 20          | Álex Grimaldo      |     | 84' |
| DF               | 30          | Jeremie Frimpong   | 86' | 73' |
| MF               | 7           | Jonas Hofmann      |     |     |
| FW               | 10          | Florian Wirtz      | 85' | 73' |
| FW               | 14          | Patrik Schick      |     | 73' |
| Huấn luyện viên: |             |                    |     |     |
| Xabi Alonso      | Xabi Alonso | Xabi Alonso        | 43' |     |

| GK               | 33 | Alexander Nübel        |     |     |
| RB               | 15 | Pascal Stenzel         | 82' | 83' |
| CB               | 29 | Anthony Rouault        |     |     |
| CB               | 24 | Jeff Chabot            | 86' |     |
| LB               | 7  | Maximilian Mittelstädt |     | 62' |
| DM               | 16 | Atakan Karazor (c)     |     |     |
| DM               | 6  | Angelo Stiller         | 44' | 62' |
| RW               | 18 | Jamie Leweling         |     | 62' |
| LW               | 27 | Chris Führich          |     | 77' |
| SS               | 8  | Enzo Millot            | 78' |     |
| CF               | 9  | Ermedin Demirović      | 71' |     |
| Substitutes:     |    |                        |     |     |
| GK               | 1  | Fabian Bredlow         |     |     |
| DF               | 3  | Ramon Hendriks         |     |     |
| DF               | 13 | Frans Krätzig          |     | 62' |
| MF               | 5  | Yannik Keitel          |     | 83' |
| MF               | 32 | Fabian Rieder          |     |     |
| FW               | 11 | Nick Woltemade         |     |     |
| FW               | 14 | Silas Katompa Mvumpa   |     | 62' |
| FW               | 17 | Justin Diehl           |     | 77' |
| FW               | 26 | Deniz Undav            |     | 62' |
| Huấn luyện viên: |    |                        |     |     |
| Sebastian Hoeneß |    |                        |     |     |

| Trợ lý trọng tài: Christian Gittelmann (Gauersheim) Jonas Weickenmeier (Bad Homburg) Trợ lý trọng tài thứ 4: Florian Exner (Münster) Trợ lý trọng tài video: Pascal Müller (Freudental) Trợ lý tổ trợ lý trọng tài video: Justus Zorn (Freiburg) | Luật lệ - 90 phút. - Bước vào loạt sút luân lưu nếu tỉ số hòa. - Chín cầu thủ thay thế được nêu tên, trong đó có thể sử dụng tối đa ba cầu thủ. |